# Linköpings Ryds församling
Se även Ryds församling, Skara stift.
Linköpings Ryds församling är en församling i Linköpings stift inom Svenska kyrkan. Församlingen ingår i Linköpings domkyrkopastorat och ligger i Linköpings kommun i Östergötlands län och består av Linköpingsstadsdelen Ryd. Geografiskt omfattar den också Rydskogen. Stadsdelen ligger nära Linköpings universitet och hyser en stor andel studenter eftersom den innehåller ett stort område med studentbostäder.
Församlingskyrkan heter Mikaelskyrkan. 

## Administrativ historik
Församlingen tillkom 1989 som en utbrytning ur Linköpings domkyrkoförsamling.
Församlingen utgjorde ett eget pastorat till 2011 från vilken tid till 2014 församlingen var en annexförsamling i Linköpings domkyrkopastorat. Från 2014 ingår församlingen i Linköpings pastorat, 2015 namnändrat till Linköpings domkyrkapastorat.

## Kyrkoherdar
| Ämbetstid | Namn             | Levnadstid | Övrigt |
| --------- | ---------------- | ---------- | ------ |
| 2002–2006 | Thomas Petersson | 1968–      | [ 6 ]  |